# Noli me tangere (Botticelli)
Pour les articles homonymes, voir Noli me tangere (homonymie).
Noli me tangere est un tableau probablement réalisé vers 1484 par le peintre florentin Sandro Botticelli. Cette tempera sur bois représente Jésus ressuscité une houe sur l'épaule et adressant à Marie Madeleine son fameux « Noli me tangere », par lequel il l'intime de ne pas le toucher. Comme trois autres panneaux de la prédelle du retable centré sur la Pala delle Convertite, elle est conservée au Philadelphia Museum of Art, à Philadelphie, aux États-Unis.